# شیردل (فیلم ۱۹۸۷)
شیردل (انگلیسی: Lionheart) فیلمی در ژانر اکشن و درام به کارگردانی فرانکلین جی شافنر است که در سال ۱۹۸۷ منتشر شد. از بازیگران آن می‌توان به اریک استولتس، گابریل بیرن، نیکلاس کلی و دکستر فلچر اشاره کرد.